# Almache
De Almache (soms ook Mache) is een kleine zijrivier van de Lesse. Zij ontspringt in Baillamont, in de Belgische provincie Namen en stroomt vervolgens door het grondgebied van de deelgemeenten Naomé, Graide, Porcheresse en Gembes om daarna bij Daverdisse in de Lesse uit te komen.
Tussen Gembes en Daverdisse stroomt de Almache door een mooie beboste vallei. Hier bevinden zich Le Trou de l'Ermite met wat verder de pont de l'Ermite. Deze 'trou' is een grot waar een heilige kluizenaar leefde die enkele inwoners van het dorp gered zou hebben van de pest. In dezelfde vallei bevindt zich de Roche du Curé, de schuilplaats van een priester tijdens de Franse Revolutie.
In de vallei van de Almache ligt eveneens het tracé van de voormalige buurtspoorweg die de gemeente Wellin verbond met het station van Graide. Deze stoomspoorlijn was actief vanaf het einde van de negentiende eeuw tot na de Tweede Wereldoorlog.